# Ryba (rybník)
Ryba (rybník) je novodobý rybník postavený v letech 1961–1963 o rozloze vodní plochy cca 2,65 ha. Rybník má zhruba obdélníkovitý tvar o rozměrech cca 280 × 80 m a nalézá se v údolí potoka Bukovina asi 1 km východně od obce Zelenecká Lhota v okrese Jičín. Rybník je místními obyvateli nazýván Přehrada, turistický rozcestník na zelené turistické značce vedoucí ze Starých Hradů do Mrkvojed a procházející po hrázi rybníka uvádí název Peklo – vodní nádrž.
Rybník je současnosti využíván pro rekreaci a sportovní rybolov.

## Galerie

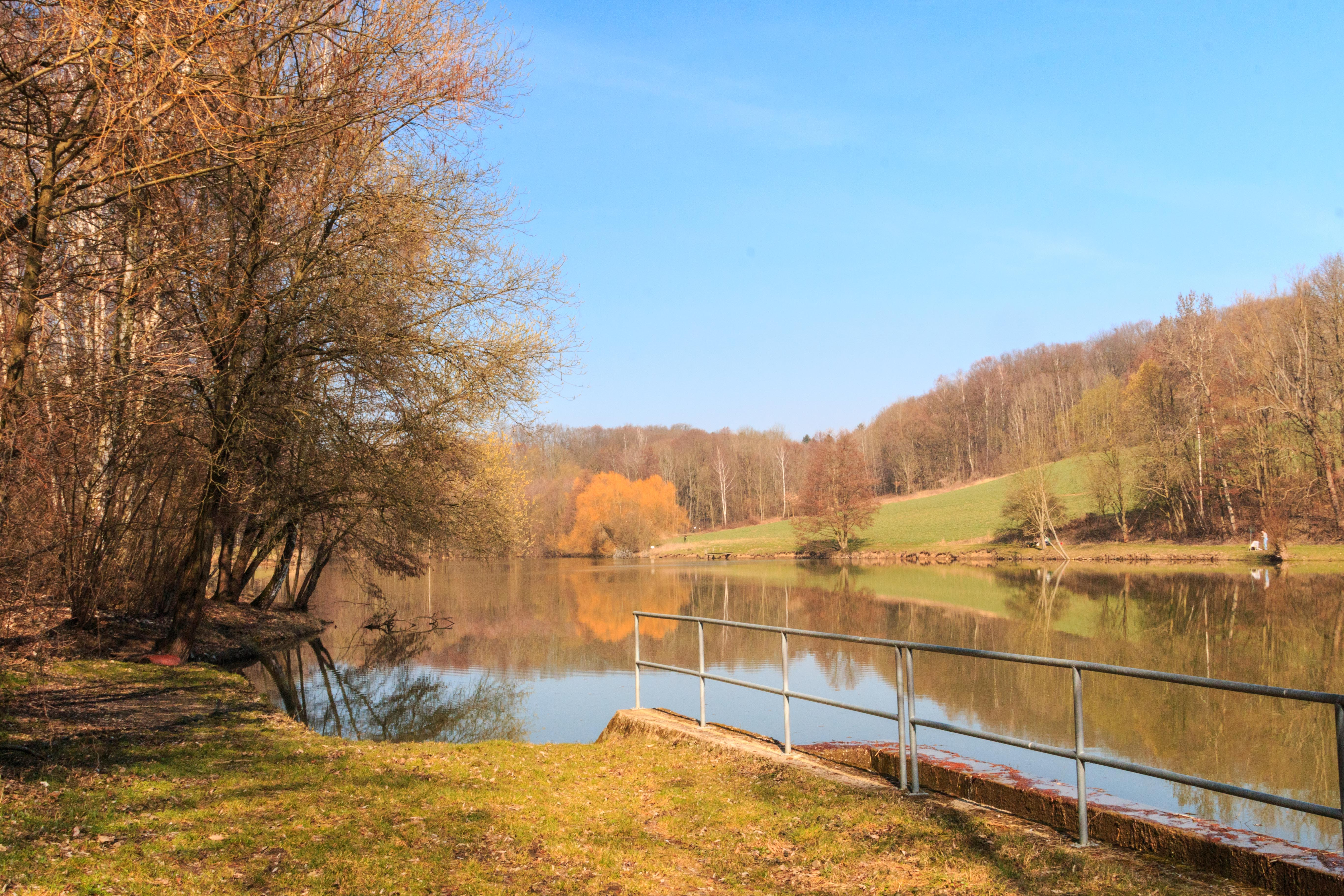
pohled na rybník Ryba
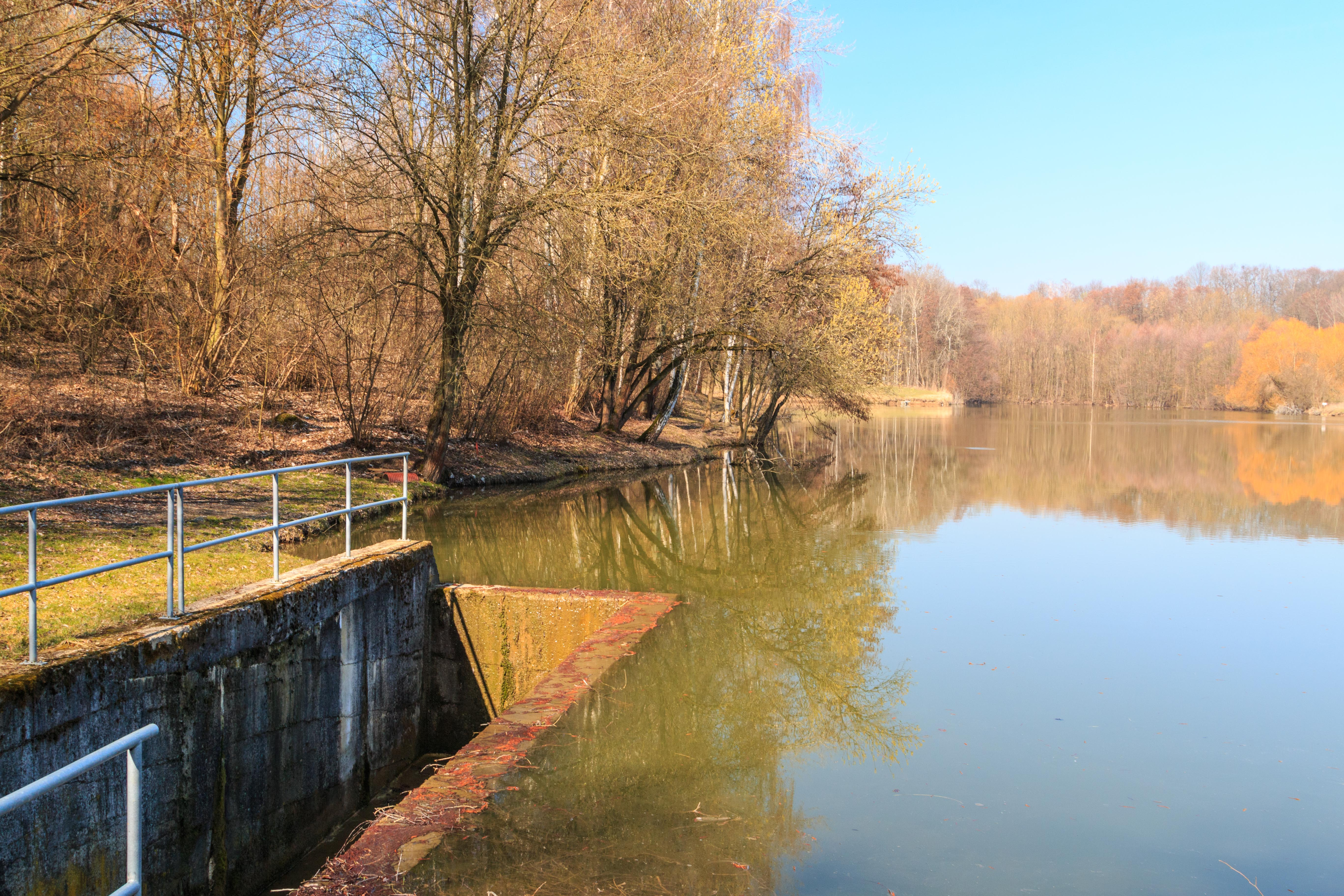
pohled na rybník Ryba
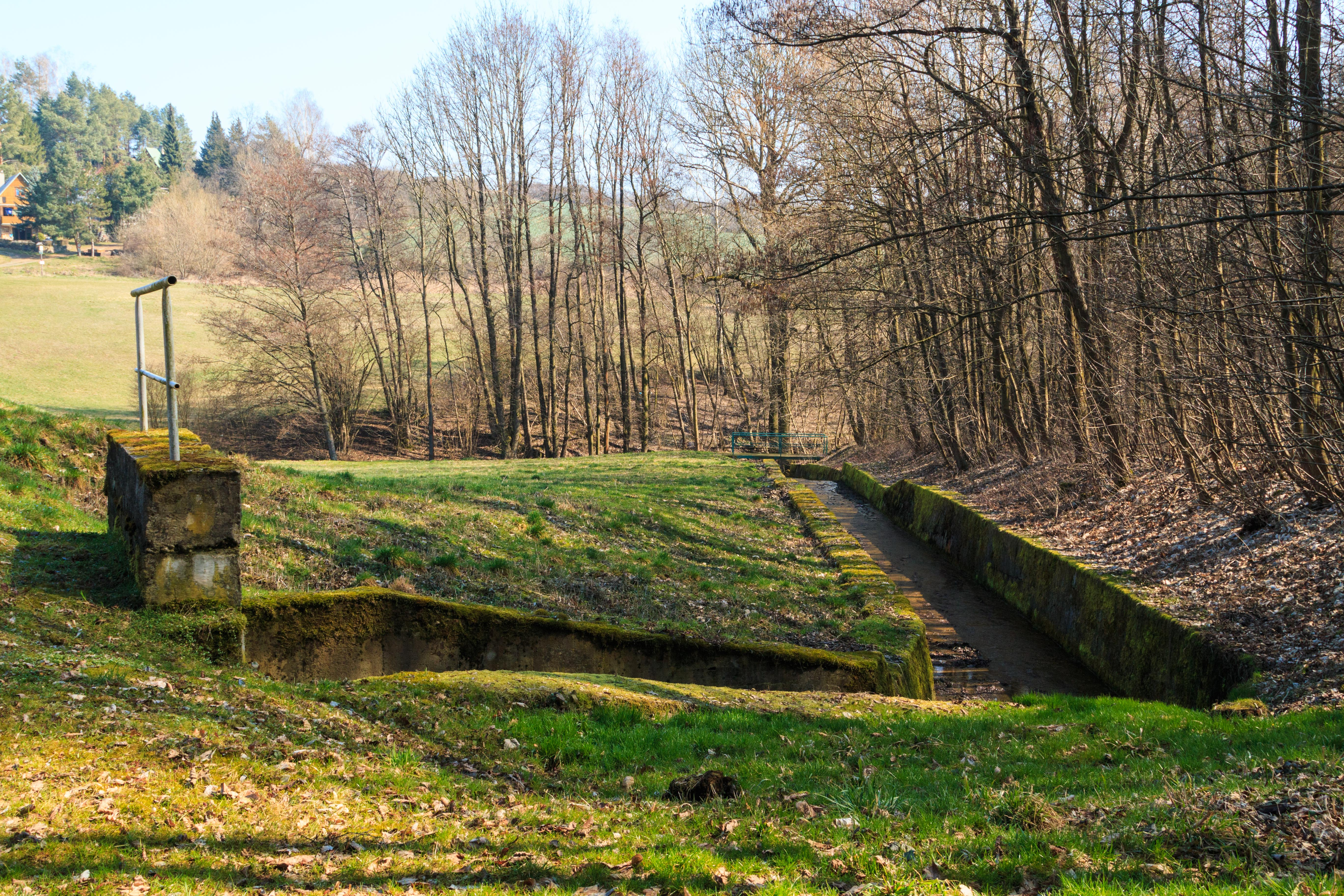
pohled na rybník Ryba
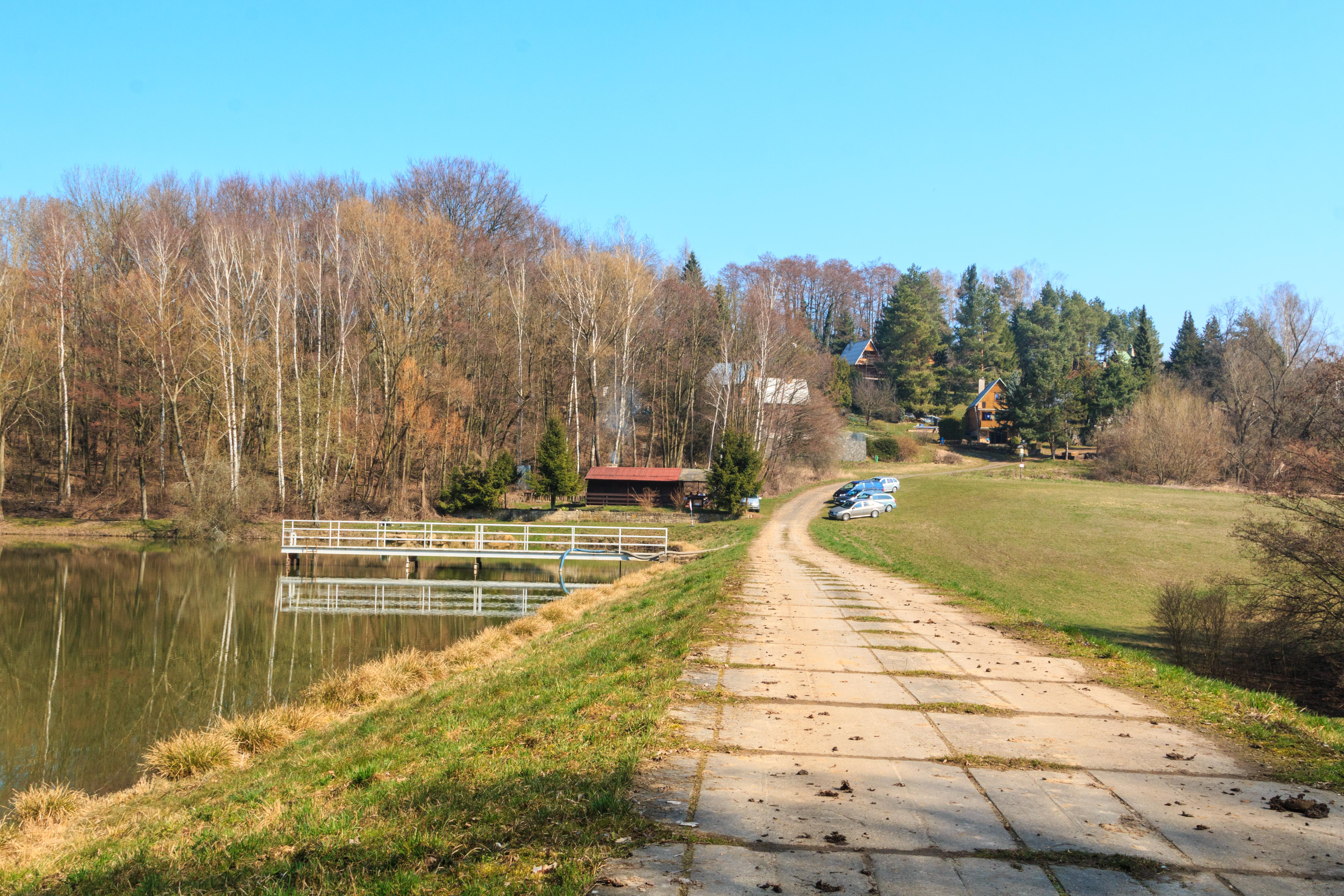
pohled na rybník Ryba
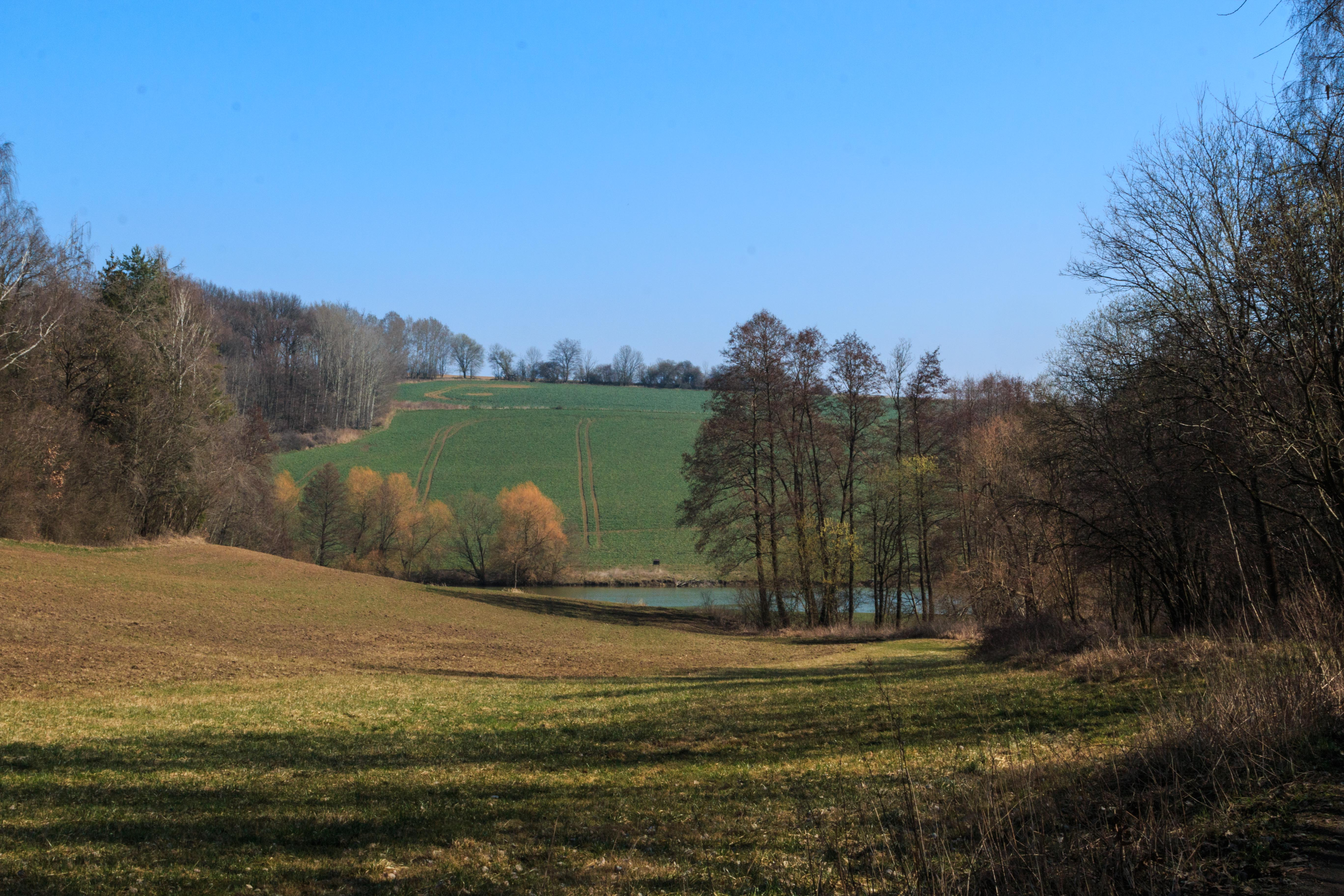
pohled na rybník Ryba